# Robert Gerald Casey
Robert Gerald Casey (Evergreen Park, 23 settembre 1967) è un arcivescovo cattolico statunitense, dal 12 febbraio 2025 arcivescovo metropolita di Cincinnati.

## Biografia
Robert Gerald Casey è nato a Evergreen Park, nell'Illinois, il 23 settembre 1967  ed è il quarto dei cinque figli di Michael Casey, un macellaio, e Margaret Casey, un'infermiera.

### Formazione e ministero sacerdotale
Quando era bambino, la sua famiglia si è trasferita ad Alsip. Lì ha frequentato la Stony Creek Elementary School e la Prairie Junior High School. In seguito è stato ammesso alla Marist High School di Chicago dove ha iniziato a considerare la vocazione al presbiterato.
Nel 1985, dopo essersi diplomato alla Marist High School, è entrato al Niles College Seminary dell'Università Loyola di Chicago. Nel 1989 ha conseguito un Bachelor of Arts in lingua inglese. In seguito, ha trascorso un anno con la Congregazione della Passione di Gesù Cristo a Saint Louis, prima di tornare a Chicago. Ha proseguito gli studi poi all'University of St. Mary of the Lake a Mundelein. Nel 1994 ha ottenuto il Master of Divinity.
Il 21 maggio 1994 è stato ordinato presbitero per l'arcidiocesi di Chicago nella cattedrale arcidiocesana dal cardinale Joseph Louis Bernardin, arcivescovo metropolita di Chicago. Lo stesso anno è stato nominato vicario parrocchiale della parrocchia di Santa Ita a Chicago. Nel 1998 è divenuto anche direttore associato di Casa Jesus, un programma vocazionale rivolto agli uomini ispanici. Nel 1999 è stato nominato direttore della stessa e ha lasciato l'incarico di vicario parrocchiale. Nel 2003, ha intrapreso un pellegrinaggio di 40 giorni a Santiago de Compostela in Spagna.
In seguito è stato parroco della parrocchia di Nostra Signora di Tepeyac a Chicago dal 2003 al 2009, parroco della parrocchia di Santa Barbara a Brookfield dal 2009 al 2016 e parroco della parrocchia di San Beda il Venerabile nel Southwest Side a Chicago dal 2016.

### Ministero episcopale

Stemma di monsignor Casey come vescovo ausiliare di Chicago.

Il 3 luglio 2018 papa Francesco lo ha nominato vescovo ausiliare di Chicago, assegnandogli la sede titolare di Tuburbo Maggiore. Ha ricevuto l'ordinazione episcopale il 17 settembre successivo nella cattedrale del Santo Nome a Chicago dal cardinale Blase Joseph Cupich, arcivescovo metropolita di Chicago, co-consacranti i vescovi ausiliari della stessa arcidiocesi Francis Joseph Kane e George James Rassas.
In seguito il cardinale Cupich gli ha assegnato l'ufficio di vicario episcopale per il III vicariato. Nel 2020, Cupich lo ha nominato vicario generale dell'arcidiocesi.
Il 12 dicembre 2019 è stato ricevuto in udienza papale insieme agli altri vescovi statunitensi durante la visita ad limina.
Il 12 febbraio 2025 papa Francesco lo ha nominato arcivescovo metropolita di Cincinnati, succedendo a Dennis Marion Schnurr, ritiratosi per raggiunti limiti d'età. Il 3 aprile successivo ha preso possesso dell'arcidiocesi con una cerimonia tenutasi nella basilica cattedrale di San Pietro in Vincoli a Cincinnati.

## Genealogia episcopale
La genealogia episcopale è:
- Cardinale Scipione Rebiba
- Cardinale Giulio Antonio Santori
- Cardinale Girolamo Bernerio, O.P.
- Arcivescovo Galeazzo Sanvitale
- Cardinale Ludovico Ludovisi
- Cardinale Luigi Caetani
- Cardinale Ulderico Carpegna
- Cardinale Paluzzo Paluzzi Altieri degli Albertoni
- Papa Benedetto XIII
- Papa Benedetto XIV
- Papa Clemente XIII
- Cardinale Marcantonio Colonna
- Cardinale Giacinto Sigismondo Gerdil, B.
- Cardinale Giulio Maria della Somaglia
- Cardinale Carlo Odescalchi, S.I.
- Cardinale Costantino Patrizi Naro
- Cardinale Lucido Maria Parocchi
- Papa Pio X
- Papa Benedetto XV
- Papa Pio XII
- Cardinale Francis Joseph Spellman
- Cardinale Terence James Cooke
- Vescovo Howard James Hubbard
- Arcivescovo Harry Joseph Flynn
- Cardinale Blase Joseph Cupich
- Arcivescovo Robert Gerald Casey